# Jean-Marie Ricard
Pour les articles homonymes, voir Ricard (homonymie).
Jean-Marie Ricard (1er juin 1622, Beauvais - 21 mai 1678, Paris) est un jurisconsulte français du XVIIe siècle. Il fut l'un des plus célèbres avocats consultants du Parlement de Paris.

## Biographie

### Origine familiale
Nait à Beauvais d'une des meilleures familles de la ville, originaire de Crèvecœur-le-Grand, Jean-Marie Ricard est le fils de Raoul Ricard, avocat, procureur au présidial de Beauvais, lieutenant de la prévôté d'Angy et procureur des Pauvres à Beauvais, et de Madeleine Paumart (sœur de Jean Paumart, qui sera son parrain, et descendante de Charles de Feuquières). Son père, proche ami de Vincent de Paul et du cardinal de Bérulle, très religieux et compatissant pour les misérables, est l'initiateur de la création de la Charité des Pauvres de Beauvais.

### Études et formation
Ricard suit ses études au collège de Beauvais, où il fait ses humanités et sa rhétorique sous son parent Godefroy Hermant. En 1641, il est envoyé par son père à Bourges étudier son droit sous Edmond Mérille, et est reçu en 1644 au serment d'avocat au Parlement de Paris. Il se retire alors à Gerberoy auprès de son beau-frère l'avocat Pierre Aubert de Rochy, lieutenant général du vidamé de Gerberoy, pour approfondir ses connaissances en droit romain, droit français et droit coutumier, ainsi que la littérature, la philosophie et les Pères de l'Église. Pour son usage, il compose une partie des remarques sur la Coutume d'Amiens, à laquelle il joint les notes de Charles Dumoulin « qu'il rétablit dans la pureté de leur texte et en restitua les omissions ». Il étudie également les traités de son parent Léonard Driot et la Coutume générale du vidamé de Gerberoy, rédigé en 1507 par son aïeul le juriste Guillaume Chofflart, bailli de Beauvais et de Gerberoy, et qu'il publie pour la première fois. Parent de Raoul Adrien, il hérite par ailleurs d'un des manuscrits des Coutumes de Beauvaisis de Philippe de Beaumanoir.

### Carrière à Paris
Son père qui ne souhaitait pas que son fils ainé, Louis, avocat à Beauvais qui avait déjà acquis une grande renommée pour ses plaidoyers, et Jean-Marie ne se retrouvent à plaider dans la même ville, envoie ce dernier à Paris en 1646, où il retrouve un parent avocat et Hermant. Les relations de son père lui permet également de faire la connaissance de l'avocat Martin Husson.
Sur les conseils d'un cousin éloigné, le Père Jérôme Ricard, de la Doctrine chrétienne, il épouse, le 24 octobre 1646, Jeanne Secousse, fille de Jean Secousse, procureur au Parlement de Paris, et de Marguerite Poitevin (sœur de Jacques Poitevin, premier président en la Cour des monnaies). Le neveu et le petit-neveu de son épouse furent curés de l'église Saint-Eustache, elle était également la tante de Jean-Léonard Secousse et la grand-tante de Denis-François Secousse.
Sa grande érudition et ses grandes lumières le rendent rapidement l'un des premiers du palais pour la consultation et pour les arbitrages et il est mandé pour conseil par les meilleurs maisons de France. Il fait partie, avec Henrys et quelques autres avocats les plus habiles, des conférences sur le droit écrit qu'organise le Chancelier Séguier. Sa modestie et son désintéressement égalaient son profond savoir.
Il est longtemps marguillier de la paroisse Saint-Benoît-le-Bétourné.
En 1670, Jean-Marie Ricard acquiert de la famille Robert une maison de campagne à L'Haÿ-les-Roses qui avait appartenu à Antoine Arnauld.
Après sa mort, Denis Simon devient son principal éditeur et commentateur.

## Iconographie
Il existait deux portraits connus de Jean-Marie Ricard, l'un donné au Présidial de Beauvais en 1751 par son arrière petit-neveu Vigneron d'Heucqueville, qui disparut lors de la Révolution, et l'autre à la Bibliothèque des Avocats à Paris.

## Publications

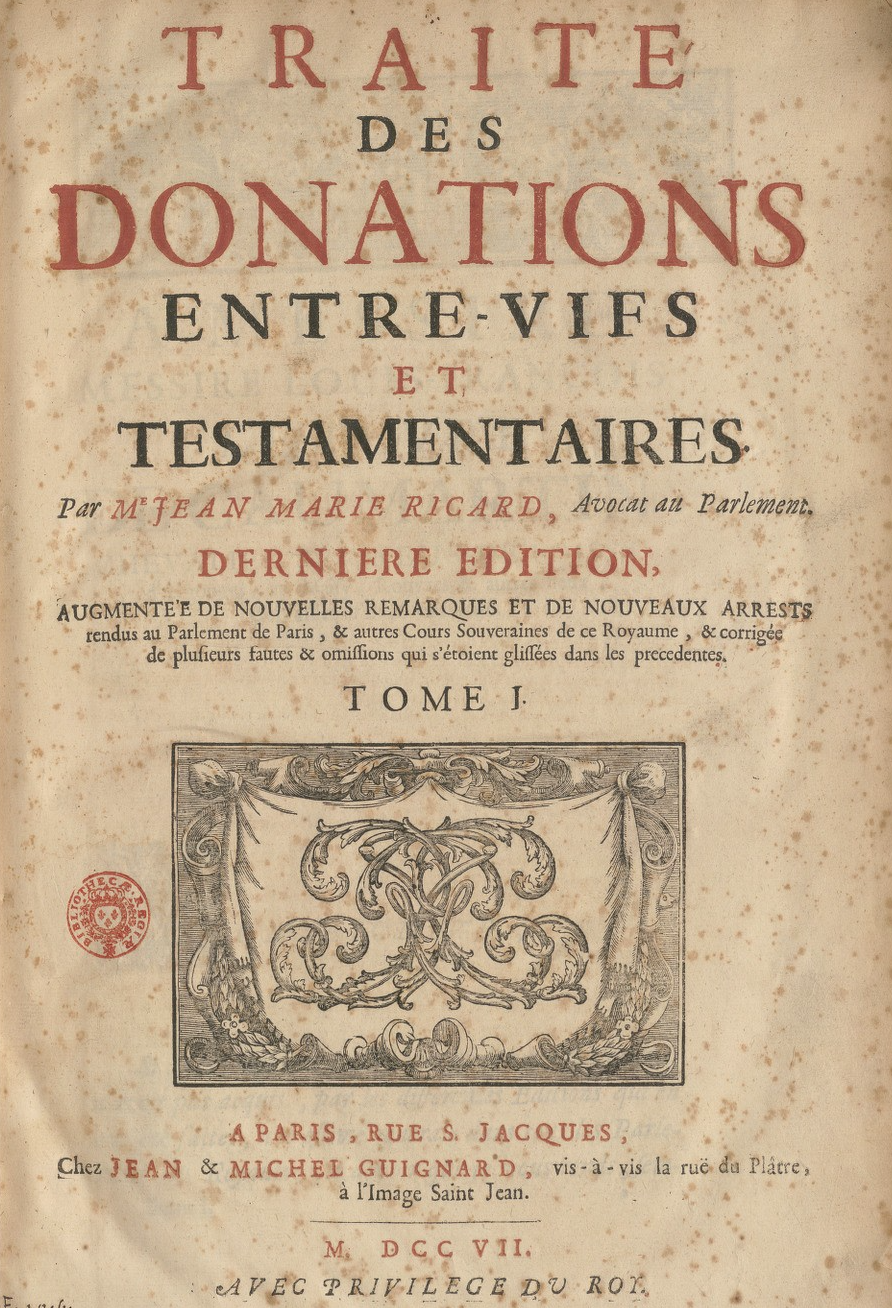
Traité des donations entre-vifs et testamentaires

- Traité des donations entre-vifs et testamentaires
- Traicté des deux espèces de substitutions directe et fidéi-commissaire
- Instruction pour dresser les procédures des procès civils, conformément à l'ordonnance de Sa Majesté de l'an 1667
- Deux traictez: l'un du don mutuel fait par testament ou par contract et l'autre des dispositions conditionnelles
- Coutumes du bailliage d'Amiens: tant générales que locales et particuliéres, avec les notes de Me. Charles du Molin, et autres remarques particuliéres de Me. Jean-Marie Ricard ... augmentées de plusieurs autres nouvelles remarques. Suite du Traité des donations entre-vifs & testamentaires
- Nouveau coutumier général, ou Corps des coutumes générales et particulières de France et des provinces connues sous le nom de Gaules. ... avec les notes de MM. Toussaint Chauvelin, Julien Brodeau et Jean-Marie Ricard,... jointes aux annotations de MM. Charles Du Molin,... François Ragueau et Gabriel-Michel de La Rochemaillet, mis en ordre... et enrichi de nouvelles notes... par M. Charles A. Bourdot de Richebourg
- Le coutumier de Picardie: contenant les commentaires de Heu, de Dufresne & de Ricard, sur les coutumes d'Amiens ; de Gosset, sur celle de Ponthieu ; de Le Caron, sur Peronne, Mondidier & Roye ; de La Villette nouveau Commentaire sur les mêmes Coutumes ; de Dubours, sur Montreuil sur Mer ; de Le Roy de Lozembrune, nouveau Commentaire sur celle de Boulenois ; & l'Histoire abregée de la Ville de Boulogne & de ses Comtes ; avec des Questions importantes sur plusieurs Articles des mêmes Coutumes, traitées par les plus célèbres Avocats au Parlement
- Coutumes du haut et bas pays d'Auvergne
- Coutumes générales et locales de la province d'Auvergne
- La coustume de Paris,: conferée auec les autres coustumes de France, et ...
- Coûtumes du bailliage de Senlis: et son ancien ressort; comprenant Senlis, Beauvais, Compiegne, Pontoise, Chaumont, Magny, Beaumont, Chambly & Creil; ...
- Les coustumes du bailliage de Senlis,: corrigées sur l'original qui est au greffe de la cour

### Sources
- Pierre Leborgne et René Largillière, La vie d'un avocat jurisconsulte au XVIIe siècle, Jean-Marie Ricard 1622-1678, Paris 1920
- Pierre Leborgne, L'œuvre juridique de Jean-Marie-Ricard, Université de Paris, 1912
- Godefroy Hermant, Histoire ecclésiastique de Beauvais, Notice sur J.-M. Ricard
- Nicolas Le Mareschal de Fricourt, Biographie manuscrite de Ricard
- « Ricard (Jean-Marie) », dans Pierre Larousse, Grand dictionnaire universel du XIXe siècle, Paris, Administration du grand dictionnaire universel, 15 vol., 1863-1890 [détail des éditions].
- François-Xavier de Feller, Charles Weiss, Biographie universelle, ou, dictionnaire historique des hommes qui se sont fait un nom par leur génie, leurs talents, leurs vertus, leurs erreurs ou leurs crimes, Paris 1849
- Pierre Taisand, Les vies des plus célèbres jurisconsultes de toutes les nations, tant anciens que modernes,  1721
- Claude-François Lambert, Histoire littéraire du règne de Louis XIV. Tome 1,  1751